# Гайнц Ламмердінг
Гайнц Бернард Ламмердінг (нім. Heinz Bernard Lammerding; 27 серпня 1905, Дортмунд — 13 січня 1971, Бад-Тельц) — німецький інженер і офіцер, группенфюрер СС і генерал-лейтенант військ СС. Кавалер Лицарського хреста Залізного хреста.

## Біографія
18 жовтня 1931 року вступив у СА, 1 листопада — у НСДАП (партійний квиток №722 395).В 1933-34 роках навчався у саперній школі в Клаусдорфі, в березні-квітні 1934 року командував саперною школою СА в Гекстері. З листопада 1934 року — ад'ютант інспектора інженерних частин СА. 1 квітня 1935 року перейшов у СС (посвідчення №247 062) і вступив у частини посилення СС, служив у інженерних частинах: командував взводом, 1-ю ротою, читав лекції в юнкерському училищі СС в Брауншвейзі.
З жовтня 1939 року — командир саперного батальйону. В складі  дивізії СС «Мертва голова» відзначився під час Французької кампанії. З 20 грудня 1940 року — начальник штабу своєї дивізії. Учасник боїв на радянсько-німецькому фронті, відзначився у боях в Дем'янському котлі. З 10 серпня 1942 року — командир 5-м гренадерським полком СС «Туле» своєї дивізії і бойової групи «Дас Райх». Учасник окупації південної частини Франції. З 27 квітня по 15 травня 1943 року — командир дивізії СС «Мертва голова» (заміняв Макса Зімона). З 23 жовтня 1943 по 24 липня 1944 із 23 жовтня 1944 по 20 січня 1945 року — командир 2-ї танкової дивізії СС «Дас Райх». З 9 грудня 1943 року — начальник штабу бойової групи «Бах», створеної для боротьби з радянськими партизанами. В листопаді-грудні 1943 року брав участь в антипартизанських операціях під керівництвом Курта фон Готтберга. Під час боїв у Нормандії солдати дивізії знищили майже все населення села Орадур-сюр-Глан. З 20 січня по 21 березня 1945 року — начальник штабу групи армій «Вісла». В квітні 1945 року недовго командував 38-ю моторизованою дивізією СС «Нібелунги».
Після війни заочно засуджений у Франції до страти, проте уряд ФРН відмовився видати Ламмердінга. Ламмердінг став підприємцем, займався будівництвом у Дюссельдорфі.

## Звання
- Оберштурмфюрер СС (1 травня 1935)
- Гауптштурмфюрер СС (30 січня 1937)
- Штурмбаннфюрер СС (19 жовтня 1939)
- Оберштурмбаннфюрер СС (1 вересня 1941)
- Штандартенфюрер СС (30 січня 1943)
- Оберфюрер СС (9 грудня 1943)
- Бригадефюрер СС і генерал-майор військ СС (20 квітня 1944)
- Группенфюрер СС і генерал-лейтенант військ СС (січень 1945)

## Нагороди
- Знак учасника зльоту СА в Брауншвейзі 1931
- Спортивний знак СА в сріблі
- Німецька імперська відзнака за фізичну підготовку в сріблі
- Почесна шпага рейхсфюрера СС
- Кільце «Мертва голова»
- Медаль «У пам'ять 13 березня 1938 року»
- Медаль «У пам'ять 1 жовтня 1938» із застібкою «Празький град»
- Залізний хрест
  - 2-го класу (23 травня 1940)
  - 1-го класу (22 червня 1940)
- Нагрудний знак «За участь у загальних штурмових атаках» 1-го ступеня (10 червня 1942)
- Медаль «За зимову кампанію на Сході 1941/42» (1 серпня 1942)
- Нагрудний знак «За поранення» в чорному
- Дем'янський щит
- Німецький хрест в золоті (24 квітня 1943)
- Лицарський хрест Залізного хреста (11 травня 1944)